# Michael von Deinlein

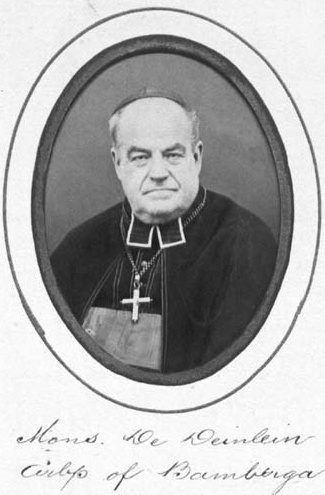
Erzbischof Michael von Deinlein, offizielles Foto aus dem Album der Konzilsväter, 1870

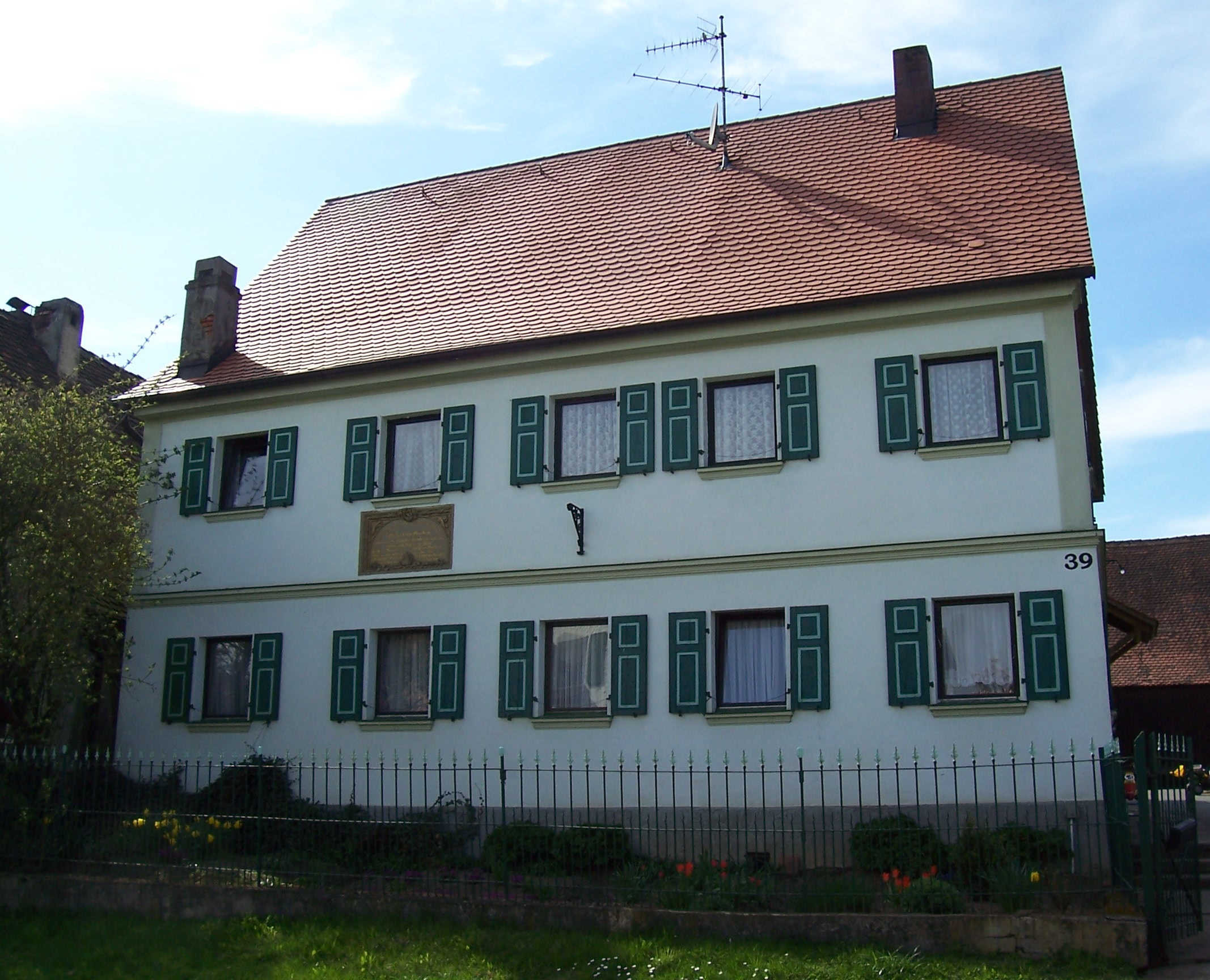
Geburtshaus von Michael von Deinlein im fränkischen Dorf Hetzles

Michael Deinlein, ab 1856 Ritter von Deinlein, (* 26. Oktober 1800 in Hetzles in Oberfranken; † 4. Januar 1875 in Bamberg) war von 1858 bis 1875 römisch-katholischer Erzbischof von Bamberg.

## Leben
Deinlein studierte nach seinem Abitur Theologie und Philosophie in Bamberg. Am 18. November 1824 empfing er die Priesterweihe. Es folgte unter anderem eine Tätigkeit als Domkaplan und aushilfsweise als Seelsorger von 1827 bis 1830 in Coburg. Danach war er Regens und Professor der Moraltheologie am Bamberger Lyzeum, 1841 wurde er Domkapitular und 1844 Generalvikar.
1853 wurde er von Papst Pius IX. zum Weihbischof in Bamberg und zum Titularbischof von Adramyttium ernannt. Die Bischofsweihe spendete ihm am 20. November 1853 der Erzbischof von München und Freising, Karl August von Reisach; Mitkonsekratoren waren der Bischof von Speyer, Nikolaus von Weis und der Bischof von Würzburg, Georg Anton von Stahl. Von 1851 bis 1856 war er Vorsitzender des Historischen Vereins Bamberg. 1856 erhielt er den „persönlichen Adel“ durch Verleihung des Zivilverdienstordens der Bayerischen Krone. 1856 wurde er zum Bischof von Augsburg ernannt und 1858 zum Erzbischof von Bamberg. Als Erzbischof von Bamberg segnete er den am 26. Juli 1867 in seinem Bamberger Exil verstorbenen Otto, den abgesetzten König von Griechenland, ein und begleitete den Leichenzug durch die Stadt zum Bahnhof, von wo der Leichnam mit einem Eilzug nach München überführt wurde, wo er am 30. Juli 1867 in der Wittelsbacher Gruft in der Theatinerkirche beigesetzt wurde. Deinlein war in Bamberg Gastgeber des 19. Deutschen Katholikentages im Jahr 1868. Als Kirchenpolitiker stellte sich Deinlein auf dem Ersten Vatikanischen Konzil (1869/70) gegen das Unfehlbarkeitsdogma des Papstes. Von dem Konzil reiste der Bischof vorzeitig ab, um nicht an der Abstimmung über die Stellung des Papstes teilnehmen zu müssen.
Deinlein starb 1875 im Bischofsamt.